# Gère-Bélesten
Gère-Bélesten è un comune francese di 165 abitanti situato nel dipartimento dei Pirenei Atlantici nella regione della Nuova Aquitania.

## Società

### Evoluzione demografica
Abitanti censiti